# دانشگاه بغداد
دانشگاه بغداد (به عربی: جامعة بغداد) (به انگلیسی: Baghdad University) دانشگاهی دولتی در شهر بغداد است. این دانشگاه بزرگترین دانشگاه عراق و دومین دانشگاه بزرگ جهان عرب پس از دانشگاه قاهره است که در سال ۱۹۵۷ بنیان‌گذاری شده‌است.

## تاریخچه
دانشکده حقوق به عنوان اولین دانشکده دانشگاه بغداد، در سال ۱۹۰۸ تأسیس شد. در پی آن دانشکده مهندسی در سال ۱۹۲۱، کالج عالی تربیت معلم و کالج پایین آموزش و پرورش در سال ۱۹۲۳، کالج پزشکی در ۱۹۲۷ و کالج داروسازی نیز در ۱۹۳۶ تأسیس شدند. در سال ۱۹۴۲، اولین مؤسسه آموزش عالی دخترانه به نام کالج ملکه علیا تأسیس شد. در ادامه دانشکده‌های هنر و علوم در سال ۱۹۴۹ و دانشکده کشاورزی ابوغریب در سال ۱۹۵۰ تأسیس شدند.
در سپتامبر ۲۰۱۸، این دانشگاه برای اولین بار در رتبه‌بندی تایمز در بین ۱۲۵۰ دانشگاه برتر جهان قرار گرفت.

## پردیس‌ها و دانشکده‌ها

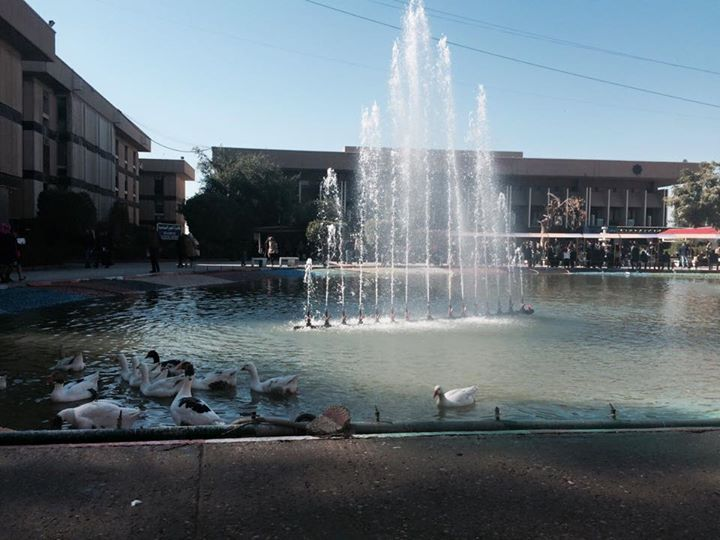
دانشکده علوم سیاسی

### پردیس الجادریه
- دانشکده مهندسی
- دانشکده فنی و مهندسی خوارزمی
- دانشکده علوم
- دانشکده علوم سیاسی
- دانشکده تربیت بدنی
- دانشکده علوم برای زنان
- دانشکده آموزش زنان
- دانشکده کشاورزی
- مؤسسه لیزر برای تحصیلات تکمیلی
- مؤسسه برنامه‌ریزی شهری و منطقه‌ای
- مؤسسه مهندسی ژنتیک
- مؤسسه حسابداری و مطالعات مالی

### پردیس باب‌المعظم
- دانشکده پزشکی
- دانشکده دندانپزشکی
- دانشکده داروسازی
- دانشکده پرستاری
- دانشکده آموزش ابن رشد
- دانشکده هنر
- دانشکده زبان‌ها
- دانشکده اطلاعات
- دانشکده علوم اسلامی

### پردیس الوزیریه
- دانشکده تربیت بدنی زنان
- دانشکده حقوق
- دانشکده مدیریت، بازرگانی و اقتصاد
- دانشکده آموزش ابن حیثم
- دانشکده هنرهای زیبا
- دانشکده دامپزشکی

### پردیس ابوغریب
در گذشته دانشکده‌های کشاورزی و دامپزشکی در این پردیس قرار داشتند.

### دانشکده‌های پراکنده
- دانشکده تربیت ابن هیثم (منطقه الاعظمیه)
- دانشکده پزشکی کندی (چهارراه النهضه)

## دانش‌آموختگان سرشناس
- عبدالرحمن البزاز — نخست‌وزیر سابق عراق
- احمد عبیدات — نخست‌وزیر سابق اردن
- جلال طالبانی — رئیس‌جمهور سابق عراق
- عبدالرحمن وحید — رئیس‌جمهور سابق اندونزی
- مظفر النواب - شاعر و نویسنده عراقی
- هشام اشکوری — معمار
- دونی جورج — باستان‌شناس
- منتظر الزیدی — روزنامه‌نگار
- محمود المشهدانی- رییس مجلس نمایندگان عراق